# Décès en janvier 1970

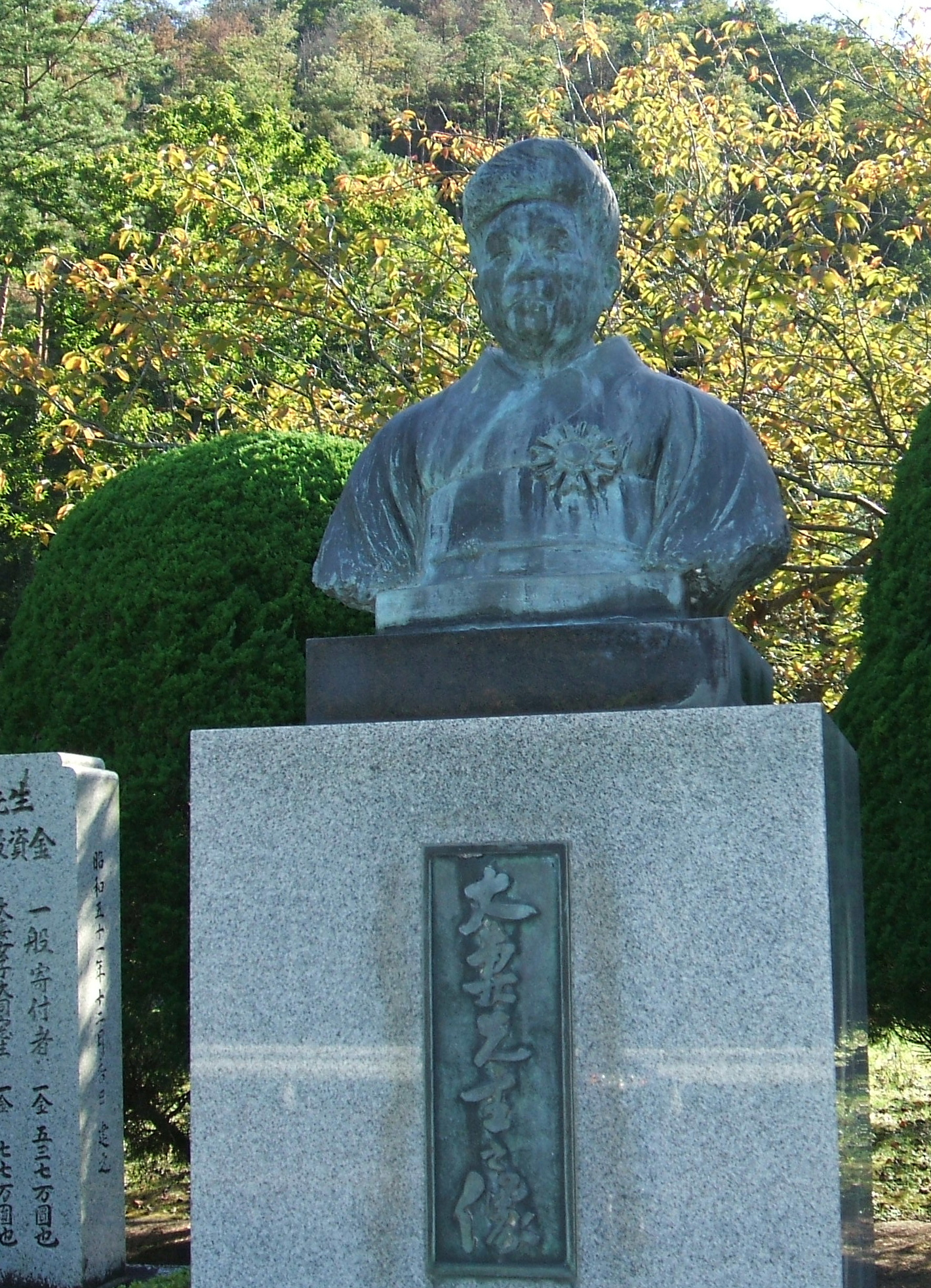

Décès
- 1966
- 1967
- 1968
- 1969
- 1970
- 1971
- 1972
- 1973
- 1974

Pour une information complémentaire, voir la page d'aide.

| Date        | Nom                         | Pays                           | Activités                                                                       | Âge | Source |
| ----------- | --------------------------- | ------------------------------ | ------------------------------------------------------------------------------- | --- | ------ |
| 1er janvier | Dawie Ackermann             | Drapeau de la France           | Joueur de rugby international sud-africain.                                     | 39  |        |
| 1er janvier | Delia Akeley                | Drapeau des États-Unis         | Exploratrice américaine.                                                        | 94  |        |
| 1er janvier | Laure Beddoukh              | Drapeau de la France           | Enseignante et féministe française.                                             | 83  |        |
| 1er janvier | Erwin Biswanger             | Drapeau de l'Allemagne         | Acteur et scénariste allemand.                                                  | 73  |        |
| 3 janvier   | Gladys Aylward              | Drapeau du Royaume-Uni         | Missionnaire britannique en Chine.                                              | 67  | (en)   |
| 5 janvier   | Max Born                    | Drapeau de l'Allemagne         | Physicien allemand.                                                             | 87  |        |
| 5 janvier   | Roberto Gerhard             | Drapeau du Royaume-Uni         | Compositeur espagnol naturalisé britannique.                                    | 73  |        |
| 5 janvier   | Ivan Vrona                  | Drapeau de l'URSS              | Critique d'art et peintre russe puis soviétique.                                | 82  |        |
| 6 janvier   | Yi Ho-woo                   | Drapeau de la Corée du Sud     | Poète et journaliste sud-coréen.                                                | 57  |        |
| 7 janvier   | Robert Barrat               | Drapeau des États-Unis         | Acteur américain.                                                               | 80  |        |
| 7 janvier   | Émile Bouneau               | Drapeau de la France           | Peintre et graveur français.                                                    | 67  |        |
| 7 janvier   | Ken'ichi Enomoto            | Drapeau du Japon               | Acteur, humoriste et chanteur japonais.                                         | 65  |        |
| 7 janvier   | Sylvie                      | Drapeau de la France           | Actrice française.                                                              | 87  |        |
| 8 janvier   | Georgius                    | Drapeau de l'Allemagne         | Chanteur français.                                                              | 78  |        |
| 9 janvier   | Jani Christou               | Drapeau de la Grèce            | Compositeur grec.                                                               | 44  |        |
| 10 janvier  | Pavel Beliaïev              | Drapeau de l'URSS              | Cosmonaute soviétique.                                                          | 44  |        |
| 12 janvier  | Jaroslav Benda              | Drapeau de la Tchécoslovaquie  | Peintre, graphiste, affichiste et designer austro-hongrois puis tchécoslovaque. | 87  |        |
| 12 janvier  | Leopoldo Conti              | Drapeau de l'Italie            | Joueur et entraîneur de football italien.                                       | 68  |        |
| 15 janvier  | Vytautas Bacevičius         | Drapeau de la Lituanie         | Compositeur lituanien.                                                          | 64  |        |
| 17 janvier  | Ramon d'Abadal i de Vinyals | Drapeau de l'Espagne           | Écrivain, homme politique et historien espagnol d'expression catalane.          | 81  |        |
| 17 janvier  | Charles de Beistegui        | Drapeau de la France           | Décorateur et collectionneur d'art français.                                    | 74  |        |
| 17 janvier  | Raymond Benoist             | Drapeau de la France           | Botaniste français.                                                             | 88  |        |
| 17 janvier  | Klaas Ooms                  | Drapeau des Pays-Bas           | Footballeur néerlandais.                                                        | 52  |        |
| 17 janvier  | Ona Šimaitė                 | Drapeau de la Lituanie         | Bibliothécaire et écrivaine lituanienne.                                        | 76  |        |
| 19 janvier  | Llibertat Ródenas Rodriguez | Drapeau de l'Espagne           | Anarcho-syndicaliste catalane espagnole.                                        | 77  |        |
| 20 janvier  | Nora Ashe                   | Drapeau de l'Irlande           | Enseignante irlandaise, nationaliste et militante de la langue irlandaise.      | 87  |        |
| 21 janvier  | Franz Aigner                | Drapeau de l'Autriche          | Haltérophile autrichien.                                                        | 77  |        |
| 22 janvier  | Georges Barré               | Drapeau de la France           | Général français.                                                               | 83  |        |
| 25 janvier  | Rita Angus                  | Drapeau de la Nouvelle-Zélande | Peintre néo-zélandaise.                                                         | 61  |        |
| 25 janvier  | Jane Bathori                | Drapeau de la France           | Chanteuse d'opéra française.                                                    | 92  |        |
| 26 janvier  | Peet Aren                   | Drapeau de l'Estonie           | Peintre, artiste de théâtre et graphiste estonien.                              | 80  |        |
| 26 janvier  | Fritz Behn                  | Drapeau de l'Allemagne         | Sculpteur allemand.                                                             | 91  |        |
| 27 janvier  | Bernard Barbey              | Drapeau de la Suisse           | Diplomate, écrivain et militaire suisse.                                        | 69  |        |
| 27 janvier  | Marietta Blau               | Drapeau de l'Autriche          | Physicienne autrichienne.                                                       | 75  |        |
| 27 janvier  | Erich Heckel                | Drapeau de l'Allemagne         | Peintre allemand.                                                               | 86  |        |
| 29 janvier  | Viktor Bolkhovitinov        | Drapeau de l'URSS              | Ingénieur soviétique.                                                           | 71  |        |
| 29 janvier  | Muhammad Tahir Pacha        | Drapeau de l'Égypte            | Homme politique égyptien.                                                       | 72  |        |
| 30 janvier  | Fritz Bayerlein             | Drapeau de l'Allemagne         | Général de Panzer allemand lors de la Seconde Guerre mondiale.                  | 71  |        |
| 30 janvier  | Malcolm Keen                | Drapeau du Royaume-Uni         | Acteur britannique.                                                             | 82  |        |